# 枣叶翅果麻
枣叶翅果麻（学名：Kydia jujubifolia）为锦葵科翅果麻属下的一个种。